# Liste der Monuments historiques in Beauchalot
Die Liste der Monuments historiques in Beauchalot führt die Monuments historiques in der französischen Gemeinde Beauchalot auf.

## Liste der Bauwerke
| Bezeichnung                               | Beschreibung              | Standort | Kennzeichnung | Schutzstatus | Datum | Bild           |
| ----------------------------------------- | ------------------------- | -------- | ------------- | ------------ | ----- | -------------- |
| Turm der Kirche Notre-Dame-de-la-Nativité | Erbaut im 14. Jahrhundert | (Lage)   | PA00094287    | Inscrit      | 1950  | weitere Bilder |